# Zmizení Emanuely Orlandiové
Emanuela Orlandiová (* 14. ledna 1968) byla obyvatelka Vatikánu, která záhadně zmizela 22. června 1983. Co se s ní poté stalo, zůstává nejasné.

## Zmizení
Emanuela se narodila jako čtvrté z pěti dětí Ercola a Marie (rozená Pezzano) Orlandiových. Podle některých údajů byl její otec zaměstnán ve Vatikánské bance, podle jiných sloužil v domácnosti papeže. Tak či onak, rodina žila ve Vatikáně a děti měly podle svědectví Pietra Orlandiho, staršího Emanuelina bratra, volný přístup do Vatikánských zahrad. Orlandiová chodila druhým rokem na střední školu (liceo scientifico) v Římě. Ačkoli školní rok končil, chodila třikrát týdně na lekce hry na flétnu do hudební školy (Scuola di Musica Tommaso Ludovico da Victoria) při Papežském institutu duchovní hudby. Rovněž docházela do sboru při kostele Sant'Anna dei Palafrenieri ve Vatikáně.
Do hudební školy jezdila obvykle autobusem, od zastávky to měla do školy pár kroků. Ve středu 22. června 1983 měla zpoždění a požádala bratra Pietra, aby ji odvezl na autobus, ale měl jiné povinnosti. „Mockrát jsem o tom přemýšlel, říkal jsem si, že kdybych ji doprovodil, snad by se to nestalo,“ vzpomínal po desetiletích. Později ještě zavolala domů a mluvila se sestrou. Pak už o ní nejsou žádné stopy a italští vyšetřovatelé nedospěli k žádnému výsledku.
V telefonním rozhovoru se sestrou vysvětlila důvod zpoždění: od představitele společnosti Avon dostala nabídku práce. Sestra jí řekla, že, dřív než se rozhodne, měla by promluvit s rodiči. Podle některých zpráv se Orlandiová měla sejít se zástupcem Avonu krátce před hudební lekcí. Po skončení hodiny řekla kamarádce o nabídce práce. Ta se s ní rozloučila na zastávce autobusu, kde stála ještě s jednou dívkou. Pak snad byla viděna, jak nastupuje do velkého tmavého BMW.

## Časový sled událostí
Ve čtvrtek 23. června v 15:00 zavolali rodiče Orlandiové ředitele hudební školy a zjišťovali, zdali některé ze spolužaček neví něco o jejich dceři. Policie doporučovala vyčkat, neboť „možná je někde s kamarádkami“. Ještě toho dne byla prohlášena nezvěstnou. V následujících dvou dnech bylo oznámení o zmizení zveřejněno v denících Il Tempo, Paese Sera a Il Messaggero spolu s domácím telefonním číslem Orlandiových.
V sobotu 25. června v 18:00 zavolal mladík, který se představil Pierluigi a tvrdil, že je mu šestnáct let. Uvedl, že odpoledne spolu s přítelkyní potkali na Piazza Navona zmizelou dívku. Mladík popsal flétnu, dívčiny vlasy a brýle, které nerada nosila a zmínil i další podrobnosti, které odpovídaly zmizelé. Podle něj byla čerstvě ostříhána, představila se jako Barbarella a tvrdila, že je na útěku z domova a že prodává výrobky Avonu.
Dne 28. června rodině telefonoval muž jménem Mario a prohlásil, že vlastní hostinec u Ponte Vittorio mezi Vatikánem a hudební školou. Řekl, že dívka jménem Barbara, nová zákaznice, se mu svěřila, že utekla z domova, ale prý se domů vrátí na svatbu své sestry.
30. června byl Řím olepen třemi tisíci plakátů s fotografií Orlandiové.
V neděli 3. července se papež Jan Pavel II. se při pravidelné modlitbě Anděl Páně obrátil k těm, kteří stojí za zmizením Orlandiové; jako první veřejně zmínil možnost únosu. O dva dny později dostali Orlandiovi první z mnoha anonymních telefonátů. Podle volajícího byla Emanuela držena teroristickou skupinou, která požaduje propuštění Mehmeta Ali Ağci, tureckého teroristy, který se v roce 1981 pokusil zabít papeže. Žádné podrobnosti telefonát neposkytl. V dalších dnech volali další lidé, mezi nimi muž, který se představil jako Američan. Mluvil s těžkým přízvukem a do telefonu přehrál záznam hlasu Orlandiové. O pár hodin později v jiném telefonátu do Vatikánu tentýž muž požadoval výměnu Orlandiové za Ağcu. Anonymní zprostředkovatel zmínil Maria a Pierluigiho z předchozích hovorů a tvrdil, že „náležejí ke stejné organizaci“.
Muž s mladistvým hlasem a s americkým přízvukem zavolal 6. července tiskové agentuře ANSA a požadoval výměnu Orlandiové za Ağcu. Určil dvacetidenní lhůtu a označil odpadkový koš na náměstí nedaleko italského parlamentu, kde leží důkazy o tom, že mají Orlandiovou. Zároveň požadoval papežovu účast na výměně. Mezi důkazy ležely fotokopie průkazky do hudební školy, účtenky a rukou psaných poznámek unesené. Avšak vyšetřující soudce dohlížející na případ neuvěřil, že existuje souvislost mezi únosem a atentátníkem.
Mužský hlas, snad s blízkovýchodním přízvukem, se ozval 8. července jedné ze spolužaček Orlandiové s tím, že ji mají v moci a mají 20 dnů na výměnu za Ağcu. Zároveň žádal spojení na tehdejšího státního sekretáře Agostino Casaroliho. Linka byla zřízena 18. července, Američan pak volal šestnáctkrát z různých telefonních automatů.
Ráno 14. května 2001 našel farář kostela svatého Řehoře VII. blízko Vatikánu ve zpovědnici malou lidskou lebku bez spodní čelisti. Byla uložena v tašce spolu s obrázkem otce Pia. Zjistilo se, že Orlandiové nepatřila.
Ercole, Emanuelin otec, zemřel v roce 2004, měsíc po tom, kdy poskytl poslední interview.

## Hypotézy
Ohledně motivu se během let v italském tisku vyrojila řada spikleneckých teorií:

### Možná souvislost Orlandiová–Ağca
Ağca, který kdysi řekl, že Orlandiovou unesli bulharští agenti Šedých vlků, turecké nacionalistické neofašistické organizace, ke které sám příslušel, prohlásil během vězeňského rozhovoru pro italskou televizi RAI, že dívka je naživu, není v nebezpečí a žije v klášteře. Popřel přímou znalost dívčina osudu a řekl, že „udělal logické dedukce“. Protože se nezjistilo nic, co by dedukce podpořilo, byl případ v červenci 1997 odložen.